# 阔叶杜鹃
阔叶杜鹃（学名：Rhododendron platyphyllum）为杜鹃花科杜鹃花属下的一个种。

## 扩展阅读
- 維基物種上的相關：阔叶杜鹃